# Рыльская, Барбара
Барбара Ры́льская (пол. Barbara Rylska; 20 января 1936, Варшава, Польша — 11 января 2025) — польская актриса театра, кино и озвучивания.

## Биография
Родилась 20 ноября 1936 года в Варшаве.
Обучалась в Театральной академии имени Александра Зельверовича, которую окончила в 1959 году, после чего сразу же дебютировала в качестве актрисы. Играла в таких варшавских театрах, как театр «Комедия», «Народный театр» и «Квадрат». Снималась также в телевизионных фильмах, а одним из самых узнаваемых с её участием стал «Разыскиваемый, разыскиваемая», в котором она сыграла роль жены вечного директора.
Скончалась 11 января 2025 года в возрасте 88 лет.

## Творчество

#### Озвучивание
- 1951 — Алиса в стране чудес — Алиса (голос, польский дубляж)
- 1963 — Гарри и Дворецкий (голос, польский дубляж)

#### Фильмография
- 1963 — Особняк на Зелёной — певица Кристина — главная роль
- 1963 — Беспокойная племянница — Стефа
- 1963 — Разводов не будет — Божена (1 новелла)
- 1967 — Юлия, Анна, Геновефа... — певица Рената Сенявска
- 1972 — Разыскиваемый, разыскиваемая — жена вечного директора
- 2000 — Жильцы — тётушка из Америки (19-я серия)
- 2001—2002 — Адам и Ева — Мелания
- 2001 — Приёмная семья — тётя Адела

## Достижения
- Серебряная Маска на плебисците «Экспресс-Вечорный» (1963)[1].
- «Золотая Маска» в плебисците «Экспресс-Вечорный» для самых популярных актеров телевидения (1964)[1].
- Серебряная Маска на плебисците «Экспресс-Вечорный» (1965)[1].
- Серебряная Маска на плебисците «Экспресс-Вечорный» на звание самой популярной актрисы 1965 года (1966)[1].